# Gyniulus bufonius
Gyniulus bufonius är en mångfotingart som först beskrevs av Chamberlin 1938.  Gyniulus bufonius ingår i släktet Gyniulus och familjen Parajulidae. Inga underarter finns listade i Catalogue of Life.